# 야오궈지딩
야오궈지딩(중국어 간체자: 腰果鸡丁, 정체자: 腰果雞丁, 병음: yāoguǒ jīdīng)은 닭고기와 캐슈너트가 들어간 중국 저장식 볶음 요리이다. 태국식, 미국식 중국 요리이기도 하며, 태국과 미국에서 각각 까이 팟 멧 마무앙힘마판(태국어: ไก่ผัดเม็ดมะม่วงหิมพานต์), 캐슈 치킨(영어: cashew chicken)으로 알려져 있다.

## 만들기
닭고기는 깍둑썰어 녹말가루와 달걀 흰자, 요리주 등에 재어 둔다. 캐슈너트는 기름에 튀기거나 팬에서 볶아 두고, 닭고기도 따로 튀기거나 지진다. 기름 두른 팬에 마늘, 생강, 파 등 향신채를 볶다가 고추(또는 피망), 셀러리, 양파 등 채소, 미리 볶아둔 닭고기, 간장과 굴소스, 닭육수 등으로 만든 소스, 캐슈너트를 넣어 재빠르게 볶아 낸다. 마지막에는 참기름을 두른다. 태국식으로 요리할 경우에 양념에 남 쁠라(어장), 남 프릭 파오(고추 페이스트) 등을 넣기도 한다.

## 같이 보기
- 궁바오지딩